# Nordfinsk lantras

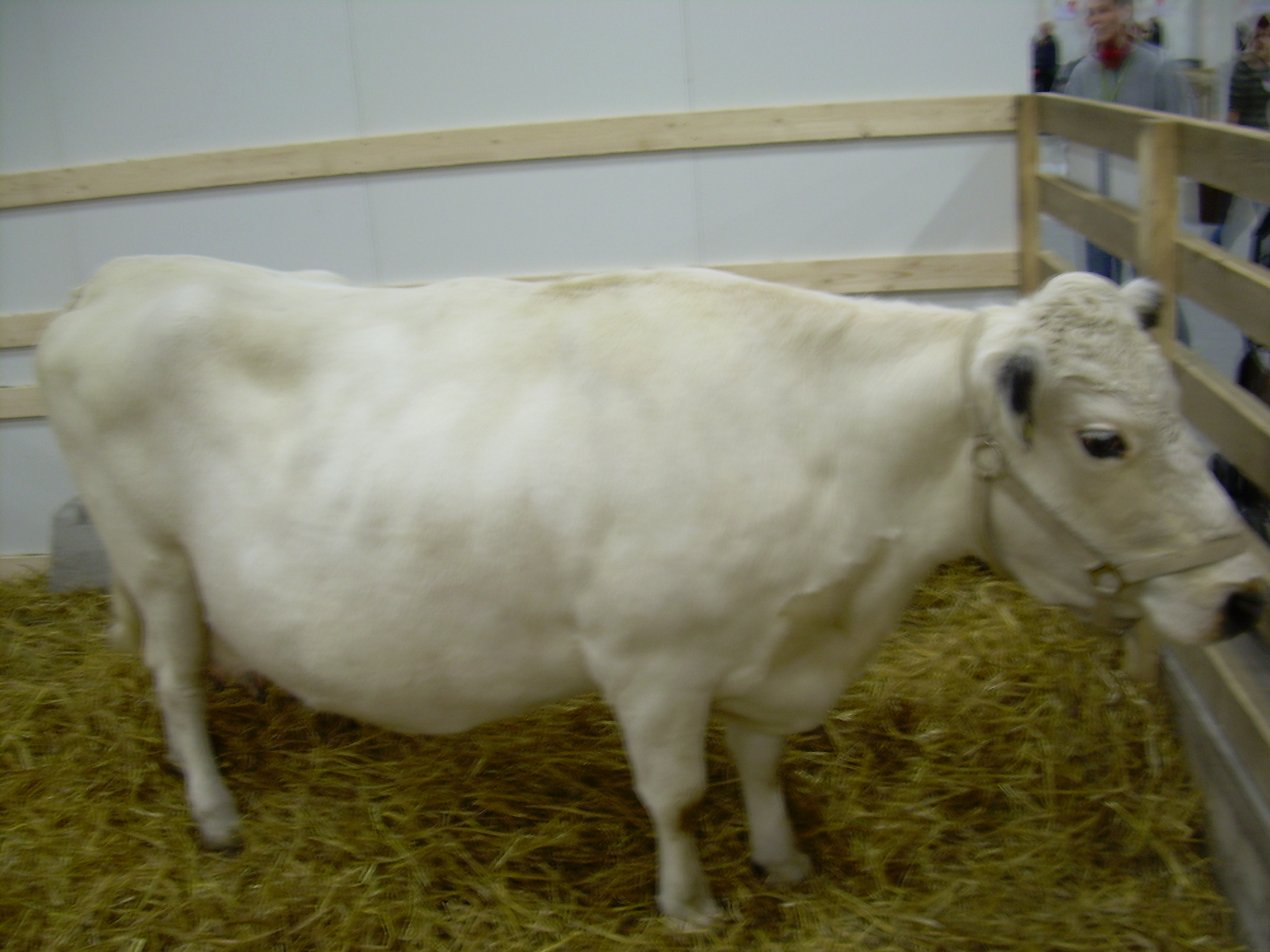
Nordfinsk lantras

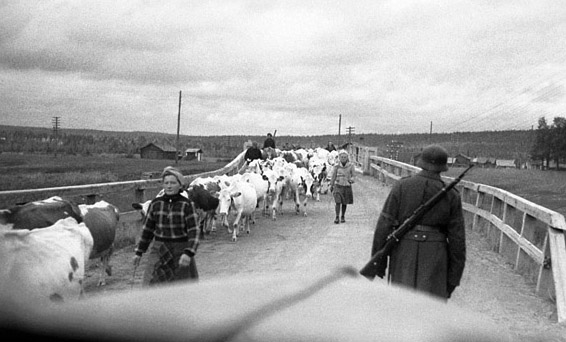
Lantraskor under nordfinska evakueringen på landsvägen mellan Sodankylä och Rovaniemi, september 1944

Nordfinsk lantras, eller lapplandsko (finska: Pohjoissuomenkarja), är en finländsk lantras av nötkreatur. Djuren är vanligtvis vita till färgen. Lapplandskon är mindre och producerar mindre än många mer avancerade mjölkraser, men den har många goda egenskaper, som bra fertilitet och utmärkt uthållighet. Den klarar sig bra under blygsamma förhållanden och kan även klara sig i en skogsbete. Rasen är den minsta av de finska boskapsraserna.
Ursprunget till norra Finlands boskap är oklar. Den tros dock ha utvecklats från östfinsk nötkreatur. Utöver Finland finns det även vita raser som liknar nordfinska nötkreatur i de norra delarna av Sverige, Norge och Sibirien. Dessa raser kan ha haft en gemensam stamform, från vilken dagens separata raser har utvecklats. 
Rasens stambok upprättades 1905. På 1930-talet utvecklades den nordfinska boskapen starkt, men krigsutbrottet orsakade stora förluster, då nästan hälften av den boskap som evakuerades från östra Lappland under nordfinska evakueringen måste slaktas. Förutsättningarna för de djur som var kvar var också dåliga dåliga på grund av foderbristen. Lapplandskriget, som startade i början av september 1944, tunnade också leden: boskapen i Enare, Utsjoki och Petsamo slaktades, medan resten drevs över till Sverige eller till Vasa och Uleåborgs län. 
Efter kriget ökade produktionskraven på jordbruket, vilket ledde till att den mer produktiva och mer talrika Ayrshireboskapen konkurrerade ut den nordfinska boskapen. Konstgjord insemination blev vanlig på 1950-talet, vilket gjorde det lättare för bönder att byta till andra raser, och på 1960-talet kunde lappländska nötkreatur endast hittas på avlägsna gårdar. Avel var omöjlig på grund av den lilla storleken på populationen. 
I början av 1980-talet inrättades djurhållning med nordfinsk lantras i Pelso fängelse i Vaala kommun för att bevara, skydda och föda upp finländsk inhemsk boskap.